# Vriesea friburgensis
Vriesea friburgensis är en gräsväxtart som beskrevs av Carl Christian Mez. Vriesea friburgensis ingår i släktet Vriesea och familjen Bromeliaceae.

## Underarter
Arten delas in i följande underarter:
- V. f. friburgensis
- V. f. paludosa
- V. f. tucumanensis